# 구월환
구월환(丘月煥, 1942년 3월 25일 ~ , 충남 서천)은 대한민국의 언론인이다.

## 생애
1942년 충청남도 서천군에서 태어났다. 1967년 합동통신에 입사하여 언론인 생활을 시작하였다. 외신부, 사회부, 정치부기자를 거쳤다. 1974년 한국기자협회 부회장으로 선임되어 유신철폐 언론자유 투쟁을 벌였다. 1980년 합동통신과 동양통신 등의 합병으로 설립된 연합통신에서 정치부장, 런던특파원, 논설위원, 지방국장, 기사심의실장, 상무이사 등을 지냈다. 1992년 관훈클럽의 총무를 맡아 김영삼, 김대중, 정주영 등 제14대 대통령후보 초청토론회를 주관하였다. 1998년 연합통신 퇴직 후 4년간 세계일보 편집국장과 주필 등을 지냈고 구월환칼럼을 집필했다. 2005년부터 순천향대학교 외래교수로 '언론과 민주주의'를 강의하고 있다. 2006년부터 3년간 MBC재단인 방송문화진흥회 이사를 지냈다. 2005년부터 대전일보에 '구월환세상보기'라는 고정칼럼을 집필, 주로 정치사회 개혁문제를 다루고 있다.

## 학력
- 1960년 : 공주대학교 사범대학 부설고등학교 졸업
- 1967년 : 서울대학교 사회학과 학사

## 경력
- 1984년 : 연합통신 정치부장
- 1987년 : 연합통신 런던특파원
- 1992년 : 관훈클럽 총무
- 1997년 : 연합통신 상무
- 2000년 : 세계일보 편집국장
- 2002년 : 세계일보 주필
- 2005년~현재 : 순천향대학교 초빙교수
- 2006년~2009년 : 방송문화진흥회 이사